# Nhiệm vụ: Bất khả thi – Nghiệp báo phần 1
Nhiệm vụ bất khả thi: Nghiệp báo – Phần 1 (tựa gốc tiếng Anh: Mission: Impossible – Dead Reckoning Part One) là một bộ phim điện ảnh Mỹ thuộc thể loại điệp viên hành động công chiếu vào năm 2023 do Christopher McQuarrie làm đạo diễn, viết kịch bản và đồng sản xuất. Đây là phần thứ bảy và là phần áp chót của loạt phim Nhiệm vụ bất khả thi, và phần ba trong loạt phim do McQuarrie đạo diễn, sau Quốc gia bí ẩn và Sụp đổ. Phim có sự tham gia của Tom Cruise, Hayley Atwell, Ving Rhames, Simon Pegg, Rebecca Ferguson, Esai Morales, Vanessa Kirby, Pom Klementieff, và Henry Czerny.
Bộ phim được phát hành tại Hoa Kỳ vào ngày 14 tháng 7 năm 2023, và tại Việt Nam vào ngày 8 tháng 7 cùng năm. Tác phẩm nhận về những lời khen ngợi từ giới chuyên môn, song lại không thành công về mặt doanh thu khi phải cạnh tranh với các tác phẩm khác gồm Barbie, Oppenheimer và Sound of Freedom, dẫn đến chỉ thu về 567,5 triệu USD từ kinh phí sản xuất 291 triệu USD. Phần tiếp theo của bộ phim, có tựa đề Nhiệm vụ bất khả thi: Nghiệp báo – Phần 2, dự kiến phát hành vào năm 2025.

## Diễn viên
- Tom Cruise thủ vai Ethan Hunt, một đặc vụ IMF và là người lãnh đạo của đội đặc nhiệm
- Ving Rhames thủ vai Luther Stickell, một chuyên gia máy tính của IMF, thành viên trong nhóm của Hunt và đồng thời cũng là bạn thân của anh.
- Simon Pegg thủ vai Benji Dunn, một đặc vụ lĩnh vực kỹ thuật của IMF, thành viên trong nhóm của Hunt.
- Rebecca Ferguson thủ vai Ilsa Faust, cựu đặc vụ của MI6 đã liên minh với nhóm của Hunt trong Quốc gia bí ẩn và Sụp đổ.
- Hayley Atwell thủ vai Grace.[2]
- Vanessa Kirby thủ vai Alanna Mitsopolis, một tay buôn vũ khí ở chợ đen còn được gọi với biệt danh là Góa phụ trắng. Con gái của nhân vật "Max" trong phần phim đầu tiên
- Henry Czerny thủ vai Eugene Kittridge, cựu giám đốc của IMF được nhìn thấy lần cuối trong Nhiệm vụ bất khả thi.
- Esai Morales thủ vai Nhân vật phản diện chính của phim
- Frederick Schmidt thủ vai Zola Mitsopolis, anh trai của Alanna kiêm người phán xử[3]

Ngoài ra, phim còn có sự xuất hiện của Pom Klementieff, Shea Whigham, Rob Delaney, Charles Parnell, Indira Varma, Mark Gatiss, Cary Elwes, Lampros Kalfuntzos và Greg Tarzan Davis trong các vai diễn không được tiết lộ.

## Sản xuất

### Thông báo
Ngày 14 tháng 1 năm 2019, Cruise ban đầu thông báo rằng phần 7 và phần 8 của Nhiệm vụ bất khả thi sẽ được quay liên tiếp với kịch bản được chấp bút bởi McQuarrie đồng thời cũng là đạo diễn của phim. Ngày phát hành của hai bộ phim được dự kiến lần lượt là 23 tháng 7, 2021 và 5 tháng 8, 2022. Tuy nhiên, vào tháng 2 năm 2021, tờ Deadline Hollywood đã tiết lộ rằng Paramount đã quyết định hủy bỏ kế hoạch này.

### Tuyển vai
Tháng 2 năm 2019, Ferguson xác nhận rằng cô sẽ xuất hiện trở lại trong phần phim thứ bảy này. Vào tháng 9 cùng năm, McQuarie thông báo trên trang Instagram cá nhân của mình rằng nữ diễn viên Hayley Atwell sẽ tham gia vào dàn diễn viên của phim. Cũng trong tháng đó, Pom Klementieff là cái tên tiếp theo được sẽ góp mặt trong cả hai phần phim thứ 7 và 8. Ba tháng sau, Simon Pegg cũng lên tiếng xác nhận rằng bản thân sẽ tiếp tục đồng hành với bộ phim cùng với Shea Whigham trong cả hai phần tiếp theo. Tháng 1, 2020, Nicholas Hoult được bổ sung vào dàn diễn viên và bên cạnh đó Henry Czerny cũng sẽ trở lại với vai diễn Eugene Kittridge của mình trong phần phim đầu tiên vào năm 1996. Vanessa Kirby cũng thông báo rằng sẽ trở lại trong hai phần phim 7 và 8. Vào tháng 5 năm 2020, có thông tin về việc Esai Morales sẽ thay thế Hoult trong vai diễn nhân vật phản diện chính trong hai phần phim do sự bận rộn về lịch trình.
Angela Bassett cũng xác nhận rằng cô sẽ trở lại vai diễn Erika Sloane của mình tháng 12 năm 2020, tuy nhiên sau đó, đã nhân vật của cô đã bị loại bỏ do sự hạn chế di chuyển trong đại dịch COVID-19. Vào tháng 3 năm 2021, McQuarrie tiếp tục thông báo trên Instagram của mình sẽ sự tham gia lần lượt của Rob Delaney, Charles Parnell, Indira Varma, Mark Gatiss và Cary Elwes vào dàn diễn viên của phim. Cũng trong ngày hôm đó, nam diễn viên Greg Tarzan Davis cũng lên tiếng xác nhận về sự góp mặt của anh trong phim.

### Quay phim và Ảnh hưởng của Đại dịch COVID-19
Quá trình quay phim được dự kiến sẽ tiến hành vào ngày 20 tháng 2 năm 2020 tại Venice dưới tựa đề sản xuất là Libra và sẽ kéo dài trong ba tuần trước khi chuyển đến Rome vào giữa tháng 3 trong 40 ngày. Tuy nhiên do sự ảnh hưởng của đại dịch COVID-19 tại Ý nên việc sản xuất phim tại nước này đã bị tạm dừng. Ba tuần sau đó, các buổi diễn tập đóng thế tại Surrey, Anh bắt đầu ngay trước khi bị gián đoạn một lần nữa. Ngày 6 tháng 7 năm 2020, sau một thời gian bị trì hoãn, đoàn làm phim đã đến UK và được cấp phép để bắt đầu quay phim mà không cần trải qua 14 ngày cách ly bắt buộc. Phim trường được đặt tại Warner Bros Studios, Leavesden ở Hertfordshire.
Một tháng sau đó, một giấy phép tương tự đã được cấp để đoàn phim thực hiện quá trình quay của mình tại Møre og Romsdal, Na Uy. Cũng trong tháng đó, trên một giàn khoan dùng để biễu diễn mô tô mạo hiểm ở Oxfordshire đã xảy ra hỏa hoạn. Và cảnh phim này mất tận sáu tháng để chuẩn bị và nó là "một trong những cảnh quay tốn kém nhất từng được quay tại Anh." Tuy ảnh hưởng lớn đến kinh phí làm phim nhưng may mắn là không ai bị thương trong tai nạn đó.
Công đoạn quay phim được bắt đầu một lần nữa vào ngày 6 tháng 9 năm 2020, khi McQuarrie đăng tải các bức ảnh từ trường quay trên tài khoản Instargram của mình. Tháng 10 năm 2020, ngang qua Na Uy, khi các phần trước được quay tại Preikestolen, bao gồm cả các thành phố tự trị của Stranda và Rauma, Cruise đã được bắt gặp khi đang quay cảnh hành động với Esai Morales trên nóc của một đoàn tàu. Vào ngày 26 tháng 10 năm 2020, việc sản xuất phim tại Ý lại bị tạm dừng khi 12 người trong ê-kíp sản xuất có kết quả xét nghiệm dương tính với COVID-19. Tuy nhiên việc quay phim đã trở lại bình thường một tuần sau đó.
Tháng 12 năm 2020, trong quá trình quay phim tại Luân Đôn, một đoạn ghi âm cảnh Cruise hét vào mặt hai nhân viên trong ê-kíp làm phim vì không tuân thủ các quy tắc phòng, chống dịch COVID-19 đã được tung lên mạng. Và do đó, Cruise đã bị ví như nhân vật Les Grossman trong bộ phim Sấm nhiệt đới (2008). Tuy nhiên, đa phần công chúng và nhiều người nổi tiếng đều ủng hộ anh vì họ cho rằng giọng điệu và sự nghiêm khắc của anh chỉ để đảm bảo sự an toàn trong hoàn cảnh khắc nghiệt này cũng như đó là trọng trách đảm bảo việc sản xuất sẽ không bị trì trệ. Ngày 28 tháng 12, 2020, tờ Variety đã đưa tin rằng bộ phim sẽ kết thúc công đoạn quay phim chính tại Longcross Film Studios ở UK với quá trình sản xuất tại Warner Bros. Studios, Leavesden. Tại Longcross thuộc Surrey ở phía Đông-Nam nước Anh, việc sản xuất được phép tiếp tục dưới các hình thức phòng COVID-19 nghiêm ngặt. Tháng 2 năm 2021, quá trình quay phim chính thức kết thúc ở Trung Đông và đoàn phim sẽ quay trở lại Luân Đôn để "hoàn thiện phần còn lại".
Ngày 20 tháng 4, 2021, công đoạn quay phim diễn ra tại một ngôi làng nhỏ ở Levisham, Bắc Yorkshire, đường sắt North Yorkshire Moors để tạo một cảnh quay lấy bối cảnh ở dãy núi Alps của Thụy Sĩ với một chuyến tàu chạy 60 dặm (97 km) như một cách thuật lại cảnh cao trào của đoàn tàu hỏa trong bộ phim câm The General năm 1926.
Vào tháng 8 năm 2021, đoàn phim tiếp tục di chuyển đến Birmingham tại Ga Grand Central của thành phố và Cruise và Atwell được nhìn thấy đang xuất hiện ở đó.
Tháng 9, 2021, kênh podcast the Light the Fuse chia sẻ trên Twitter thông qua tài khoản Instagram của Martin Smith (một nhân viên chỉ đạo ánh sáng của phim) rằng việc quay phim chính đã chính thức kết thúc.

### Tranh cãi về cây cầu ở Ba Lan
Trong công đoạn tiền kỳ của phim vào cuối năm 2019, chính phủ Thụy Sĩ đã từ chối cấp phép cho bất kỳ cảnh quay cháy nổ nào, do đó nhóm sản xuất của Skydance Media đã bắt tay vào một cuộc thăm dò địa điểm tại các quốc gia khác để tìm ra một cây cầu sắt không được sử dụng. Trong số những người được yêu cầu giúp dàn dựng một "vụ tai nạn xe kích thước thực" có nhà làm phim người Mỹ gốc Ba Lan Andrew Eksner. Vào tháng 11 năm 2019, Đường sắt Nhà nước Ba Lan đã đề xuất Eksner sử dụng một cây cầu giàn có đinh tán từ thời Đế quốc Đức năm 1908 dài 151 mét trên hồ Pilchowickie [pʲilxɔvʲit͡skʲɛ] [pl; es], tại thung lũng Jelenia Góra, Lower Silesia. Tháng 12 năm 2019, các nhà sản xuất của Paramount bao gồm cả McQuarie đã hạ cách xuống miền nam Ba Lan và được các sĩ quan của Lực lượng Kỹ sư Quân sự Ba Lan giữ bí mật. McQuarrie đã ghi lại chuyến thăm của mình và đăng tải trên trang Instagram.

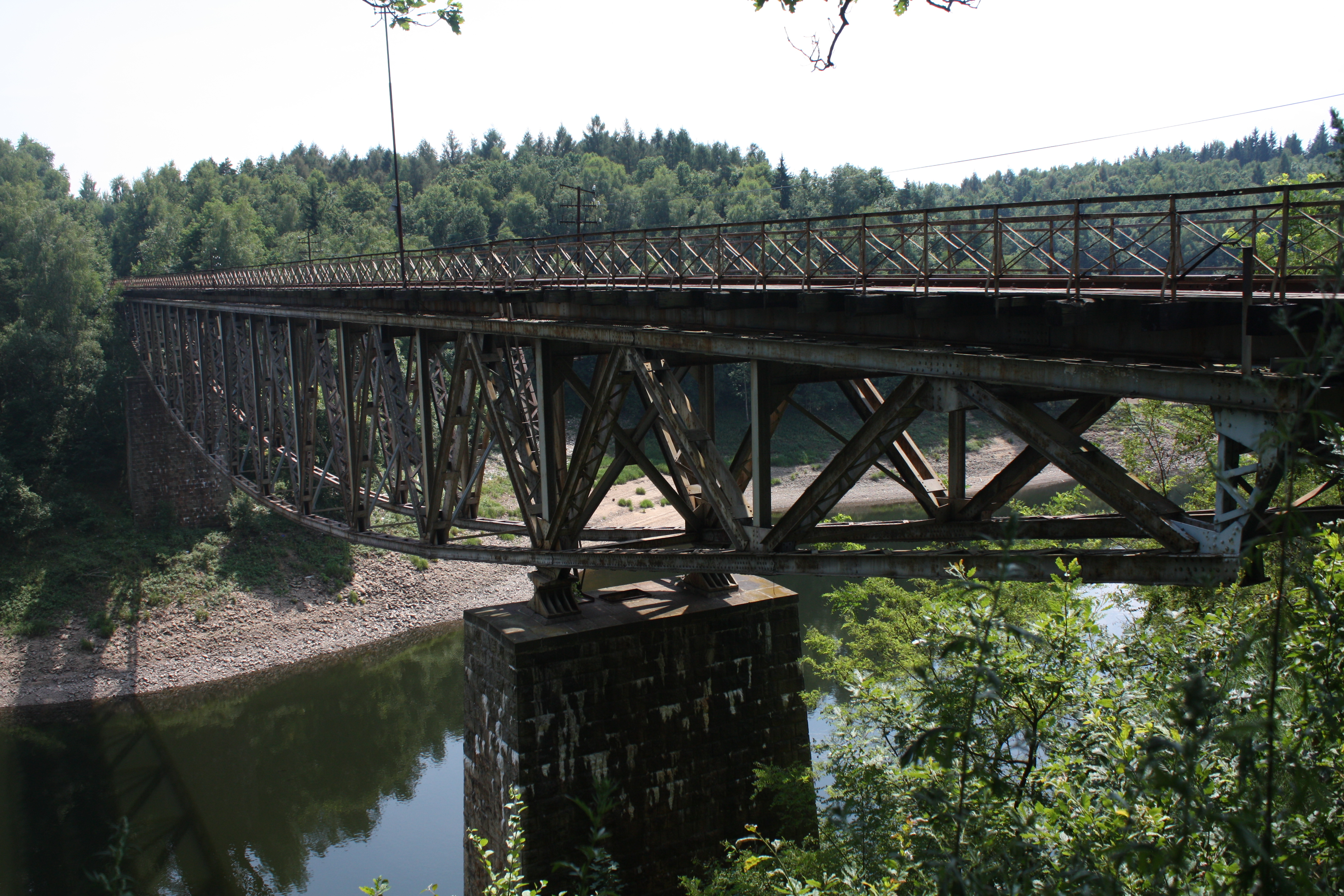
Cây cầu đường sắt năm 1908 bắc qua Hồ Pilchowickie ở miền nam Ba Lan, một địa điểm dự kiến sẽ trở thành điểm quay của Mission: Impossible 7 và được chú ý trong suốt năm 2020. Phân cảnh đoàn tàu cuối cùng được quay tại một mỏ đá ở Peak District, Anh.

Được chính thức mở cửa vận hành vào năm 1912 bởi Hoàng đế Wilhelm II, cây cầu được đề xuất này đã sống sót sau Thế chiến II, hầu như còn nguyên vẹn và được sử dụng bởi các đoàn tàu cho đến năm 2016. Mặc dù được công khai ca ngợi là câu cầu "cực kỳ có giá trị" nhưng một chuyên gia đã trình bày sai kết luận của một báo cáo được ủy quyền rằng thay vì cải tạo, tốt nhất là phá hủy cây cầu và xây dựng mới lại. Vào tháng 3 năm 2020, sau khi Eksner bác bỏ thông tin lan truyền sai sự thật này, tuy nhiên chính quyền đại phương và bảo tàng đều lầm tưởng và hoang mang trước chủ đích phá hủy cây cầu của nhà sản xuất thay vì sử dụng hiệu ứng CGI. Các nhà làm phim và quan chức chính phủ cho biết rằng cây cầu đã bị tàn phá và dự định tháo dỡ.
Đến tháng 7 năm 2020, những người có niềm đam mê với lịch sử và đường sắt, các nhà khoa học và nhà làm phim cũng như Văn phòng Di sản Di tích Khu vực, các thành viên của Quốc hội Ba Lan và Ủy ban Quốc tế về Bảo tồn Di sản Công nghiệp đều phản đối điều này. Các nhà hoạt động và các tổ chức phi chính phủ cũng đưa ra một bản kiến nghị để chống lại việc phá hủy. Và vì nó đã được đăng ký từ lâu ở cấp tỉnh và được thêm vào Cơ quan đăng ký các đối tượng di sản văn hóa quốc gia của Ba Lan, Bộ Văn hóa và Di sản quốc gia Ba Lan đã xác nhận rằng họ đang thúc đẩy cây cầu để xuất hiện trong bộ phim, với "một đoạn" được phá bỏ ngay từ đầu, trước khi khôi phục hoàn toàn tuyến đường sắt di sản địa pương. Sau phản ứng dữ dội, Tổng Bảo quản Di tích đã đảm bảo "không có nghi vấn gì" về việc phá hủy cây cầu.
Vào tháng 8 năm 2020, khi sự việc lan rộng khắp toàn cầu, McQuarrie nói rằng họ không bao giờ có kế hoạch cho nổ tung cây cầu mà thay vào đó chỉ những phần không an toàn và bị hư hỏng một phần mới có thể bị phá hủy, anh kết luận: "Để mở cửa cho khu vực du lịch, cây cầu cần cải thiện." Sau đó, anh cũng nói thêm rằng "đoàn phim không có ý định thiếu tôn trọng." Công ty sản xuất không cam kết trang trải chi phí xây dựng một cây cầu mới, cũng không phải việc cải tạo di tích lịch sử. Cuối cùng, các thủ tục đăng ký di sản văn hóa cho cây cầu Lake Pilchowickie cũng được hoàn thiện, giúp nó tránh được bất kỳ hư hỏng nào một cách hiệu quả. Tháng 5, 2021, Eksner đã đâm đơn kiện đội ngũ sản xuất Paramount bao gồm cả McQuarrie và Cruise vì vị phạm hợp đồng.
Cuối cùng, quá trình quay các cảnh xe lửa dự kiến sẽ diễn ra từ tháng 4 đến tháng 6 năm 2021 tại Công viên Quốc gia Peak District ở Stoney Middleton trên bối cảnh được xây dựng trong một mỏ đá không sử dụng với một tuyến đường sắt và một phần cây cầu bắc qua kia vách đá. Sau hai tuần tạm ngừng quay vào tháng 6 năm 2021 do một thành viên trong đoàn làm phim có xét nghiệm dương tính với COVID-19, cảnh này đã được tiếp tục tiến hành quay vào ngày 20 tháng 8 khi một đầu xe lửa mô hình Britannia Class được đẩy từ vách đá vào mỏ đá.

### Âm nhạc
Đầu tháng 3 năm 2020, nhà soạn nhạc Lorne Balfe lên tiếng xác nhận về việc ông sẽ trở lại đảm nhiệm vị trí soạn nhạc cho phần thứ bảy và tám của loạt phim Nhiệm vụ bất khả thi, sau khi đã đảm nhiệm vai trò này trong phần thứ sáu.

## Phát hành
Mission: Impossible 7 được ấn định sẽ ra mắt vào ngày 30 tháng 9 năm 2022. Trước đó, phim dự kiến sẽ phát hành vào ngày 23 tháng 7 năm 2021, 27 tháng 5 năm 2022, trước khi bị dời một lần nữa bởi ảnh hưởng của đại dịch COVID-19. Ngày phát hành vào tháng 11 và tháng 5 sẽ được nhường lại cho bộ phim Phi công siêu đẳng Maverick, một bộ phim khác của ngôi sao Tom Cruise. Phim sẽ được phát hành trên nền tảng Paramount+ trong vòng 45 ngày sau khi công chiếu tại rạp.

## Phần tiếp theo
Phần tiếp theo là Nhiệm vụ bất khả thi: Nghiệp báo – Phần 2 sẽ ra mắt vào ngày 28 tháng 6 năm 2024 sau khi bị trì hoãn do ảnh hưởng của đại dịch COVID-19.